# 挂甲

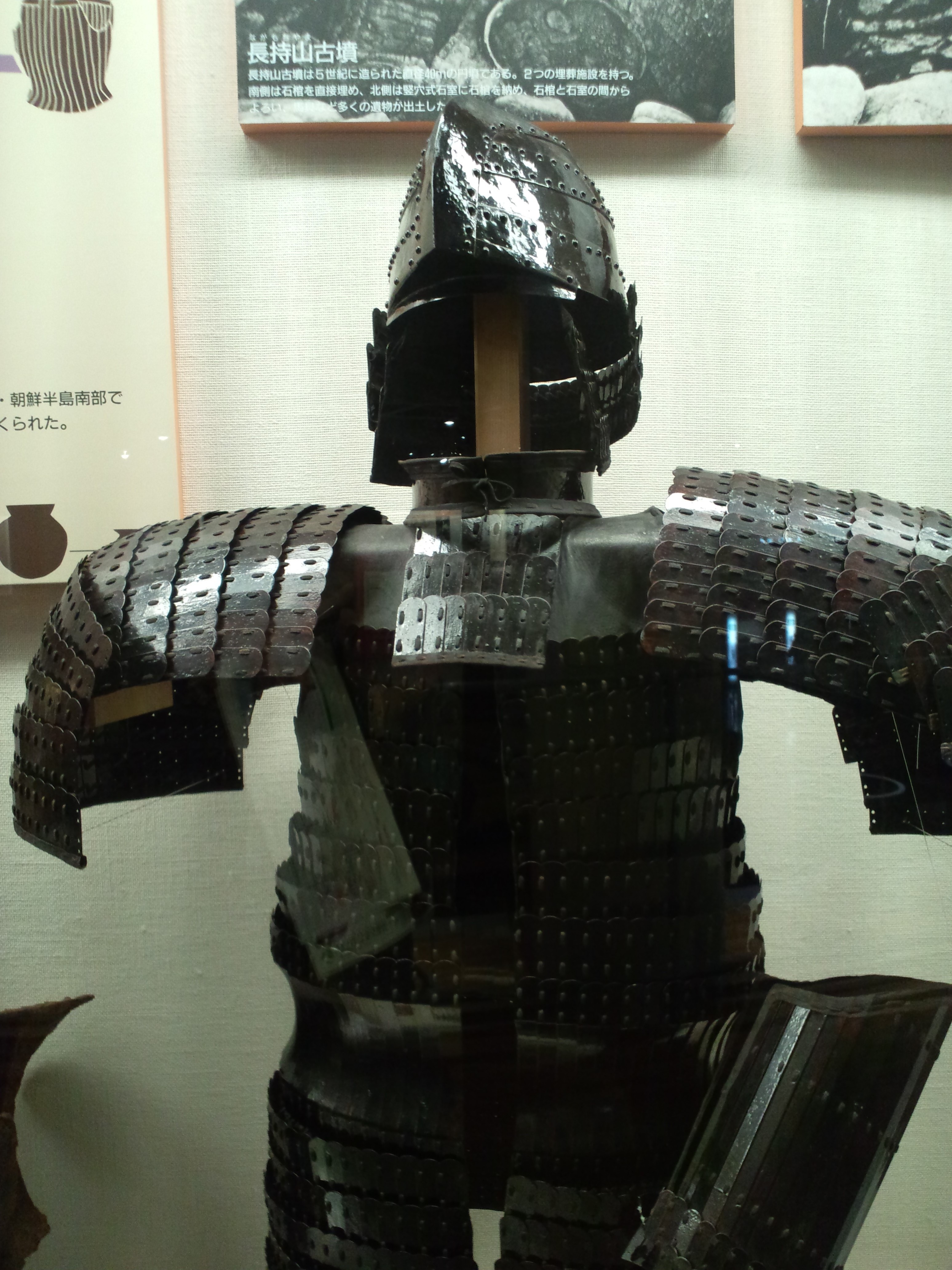
復元された古墳時代の小札甲と衝角付冑（大阪府藤井寺市・長持山古墳出土資料の復元品。大阪府立近つ飛鳥博物館所蔵）。現在これらを「挂甲」と呼ぶことが一般化しているが、本来の「挂甲」とは奈良・平安時代の小札甲の中の「裲襠式」を示している可能性が高く、古墳時代の小札甲については橋本達也らの指摘のように「小札甲」や「札甲」と呼ぶべきとする批判がある。また当画像の小札甲は構造的には「胴丸式」であるため「挂甲」に該当せず、本来奈良・平安時代に「短甲」と呼ばれたものにあたると考えられている。

挂甲（けいこう/かけよろい/うちかけのよろい）は、古代日本の奈良・平安時代に用いられた甲（鎧）の一形式。小札と呼ばれる短冊状の装甲板を連接する小札甲（または「札甲」）の1種で、現在「裲襠式（りょうとうしき/うちかけしき）」と呼ばれている形態を指すと考えられている。考古学では古墳時代の小札甲に対しても用いられてきた名称だが、2006年（平成18年）の橋本達也らの指摘のように近年、古墳時代の小札甲については、挂甲と呼ぶべきではないとする意見が出てきている。

## 概要
鉄製や革製の短冊状の小板である「小札（こざね）」に穿孔し、組紐・革紐（貫）で縦横に縅（おど）して連接する構造（札造り）の甲である。
『挂甲』の語は、聖武天皇崩御77回忌にあたる奈良時代の天平勝宝8歳6月21日（756年7月22日）に、光明皇太后が亡帝の遺品を東大寺に献納した際の目録『東大寺献物帳』に見える。それによると「短甲10具・挂甲90領」が献納されたとある。また、平安時代の927年（延長5年）に成立した『延喜式』などの史料においても「短甲」と「挂甲」の記述が見られる。
これら奈良・平安時代の史料にみえる「挂甲」が、実際にどのような姿であったのかは遺物がほとんど残っていないため明確ではないが、現在では史料記載内容の分析により、考古学で「裲襠式（りょうとうしき）」と呼ばれている小札甲の一種だったと推定されている。
なお現在もっぱら「挂甲」と呼ばれているのは、古墳時代の古墳から出土する小札甲に対してであるが、これは研究史上の過程で奈良・平安時代の史料に記された「挂甲」の語が、古墳時代の小札甲に便宜的に当てはめられたものであり、それらが古墳時代当時、実際にどのような名称であったのか明らかでないうえ、奈良・平安時代の本来の「挂甲」が、構造の分類上「裲襠式」・「胴丸式」の2種が存在するうちの「裲襠式」の小札甲を表す語であることから、用語として不適切であるとの問題が指摘されている（用語の問題も参照）。

## 古墳時代の小札甲

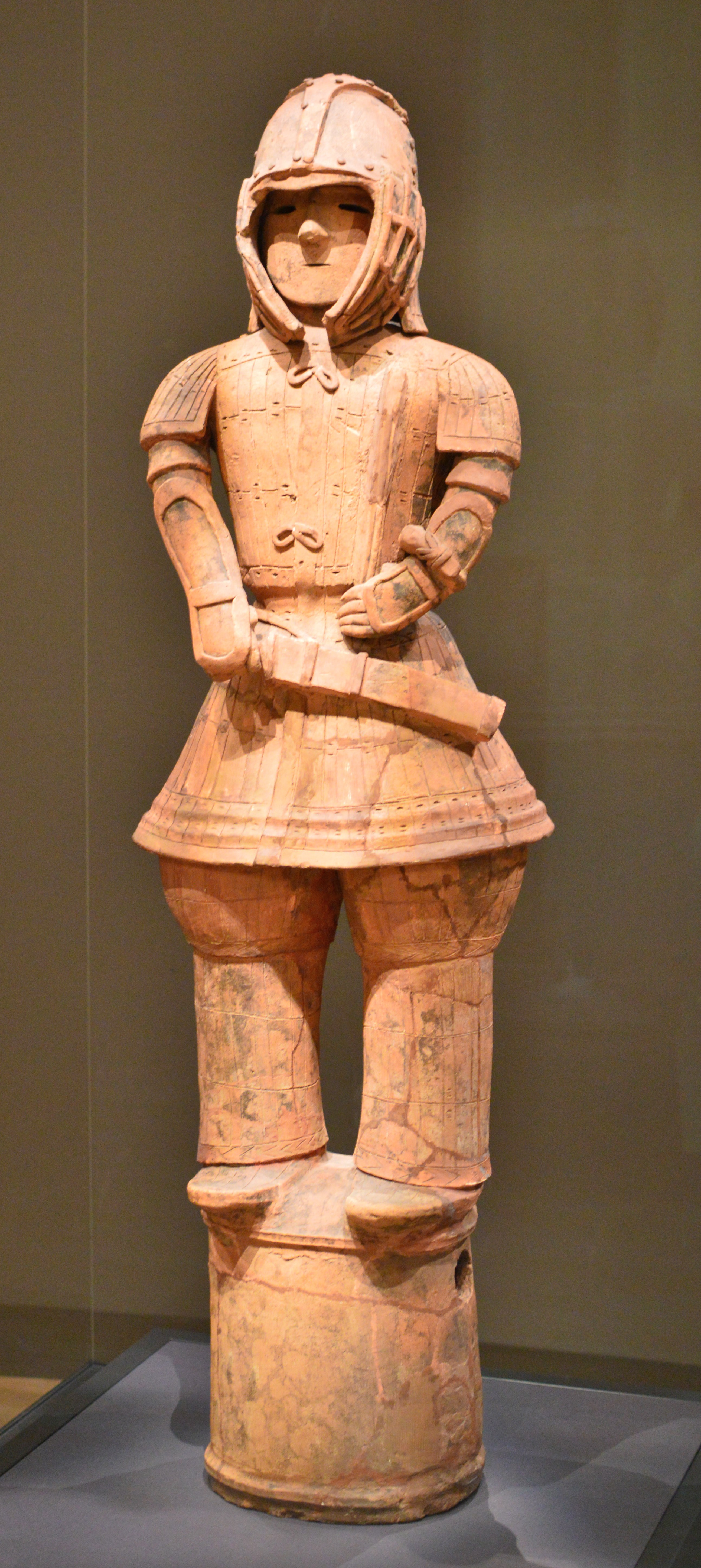
『埴輪 挂甲武人』（国宝、東京国立博物館所蔵）。現代では小札甲＝挂甲と認識されているが、この形式（胴丸式）の小札甲は、奈良時代の「短甲」と同形態にあたると考えられ「挂甲」には該当しないとの指摘がある。

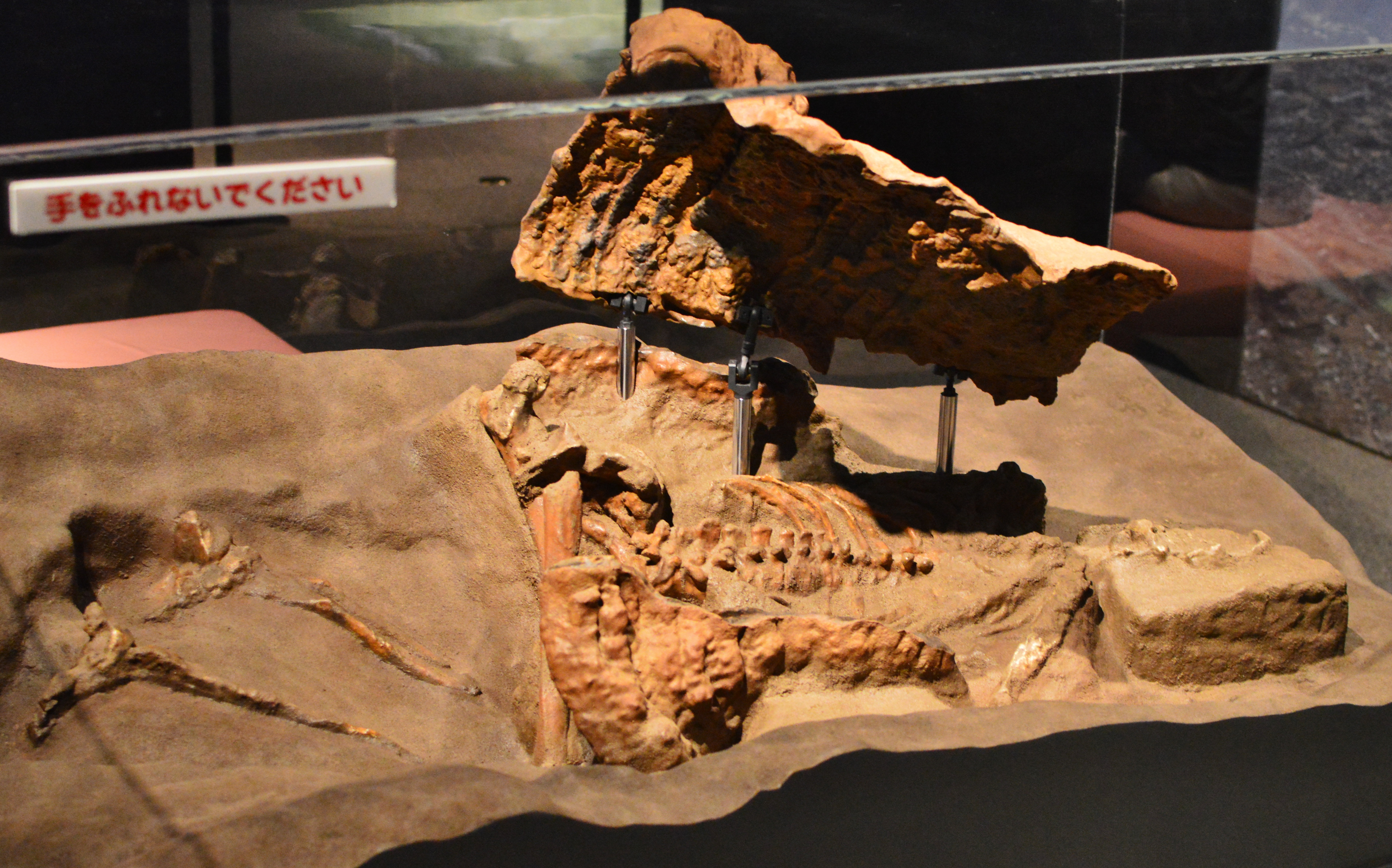
群馬県立歴史博物館に展示された金井東裏遺跡出土「甲を着た古墳人」の複製。小札甲は内側の人骨が見えるように側面を切り開いた形で展示されている。

### 研究略史
古墳出土甲冑についての考古学的な研究史は明治期に遡る。1898年（明治31年）に千葉県木更津市祇園大塚山古墳から出土した小札造りの甲（現在、「古墳時代の挂甲」と呼ばれているタイプ）について、小杉榲邨が『東大寺献物帳』にみえる「短甲」であろうと報告したが、3年後の1901年（明治34年）に岡山県小田郡新山古墳から出土した幅広の鉄板を連接した板造り形式の甲を、沼田頼輔が有職故実研究の大家として知られていた関保之助の教示を受けて「短甲」と呼んで報告した。これ以降、古墳時代の板造りの甲を「短甲」、小札造りの甲を「挂甲」と呼ぶ傾向が定着していき、1913年（大正2年）には高橋健自が「短甲」「挂甲」の呼び分けを既に用いている。
初期の古墳時代研究において、当時代の甲冑形式の枠組みを構築したのは末永雅雄である。末永は、板造り甲と札造り甲の形態的・技術的な分析と分類をしたうえで「短甲」「挂甲」の形式名を定め、今日まで引き継がれる当時代甲冑研究の基礎を築いた。札造り甲については奈良県奈良市円照寺墓山古墳や和歌山県有田市椒古墳（はじかみこふん）の出土例などを検討して「裲襠（両当）式挂甲（りょうとうしきけいこう）」と「胴丸式挂甲（どうまるしきけいこう）」の2形式を設定した。
古墳から出土する小札甲は、縅紐が腐朽すると形状が崩壊し、小札も銹化してしまうため、部分的にしか残らず全体像の復原が容易でない。そのため研究の進展が遅れていたが、埼玉県行田市埼玉稲荷山古墳や奈良県斑鳩町藤ノ木古墳の出土例などの類例増加により、バラバラの状態から全体を復原する方法や、縅紐の連接法などによる分類が可能となり、1980年代頃から研究が進展し始めた。2000年代以降、中国や韓国でも札甲の研究が進展したため、東アジア的な視点での形態や技術の分析、系譜論などが検討されるようになってきている。

### 分類
末永雅雄は、1930-40年代の研究において、「小札甲=挂甲」との認識の上で、古墳時代小札甲には以下の2種類があると分析した。
裲襠式は、小札を紐で連接して構築した2枚の装甲板（札板）を肩上（わたがみ）で繋ぎ、胴の前後にサンドイッチマンのようにかけて装着し、両脇は脇盾（わいだて）状の別部品の装甲で覆うタイプである。
胴丸式は、小札を縅した札板を、胴に巻き付けるように一周させ、前方で引き合わせて装着するタイプである。「衝角付冑」や「眉庇付冑」などの冑（兜）や、肩甲・膝甲などのパーツが付属する。
これらは古墳時代中期の板甲（短甲）とはまったく異なる構造をしており、導入時から大陸の技術的影響を強く受けて成立したものとみられている。5世紀中頃以降に登場し「裲襠式」ののちに「胴丸式」が登場する。
なお、次項に述べるように、本来、奈良・平安時代の「短甲」は「胴丸式の小札甲」を示すと考えられているため、「胴丸式挂甲」などと、「挂甲」の中の一形式のように記述する事には誤謬がある。

### 用語の問題
前述の考古学上の研究史に見るように、古墳時代甲冑の形式名称は、奈良・平安時代の文献史料にある語を引用し、板造り甲（帯金式甲冑）に「短甲」、小札造り甲に「挂甲」の語が当てられて成立したものであったが、これについては美術史学者や甲冑研究者の中から早くから問題が指摘されていた。宮崎隆旨による『東大寺献物帳』など史料記載内容からの甲冑構造分析によると、史料に見える「挂甲」「短甲」はともに「貫（縅紐）」を用いる製作法であることから両者とも小札甲であり、「挂甲」は脇盾を持つことから考古学にいう「裲襠式」を表しているとされる。また「短甲」については縅紐の量の多さから「胴丸式」を表しており、現在専ら「短甲」と呼ばれている古墳時代の板造り甲（帯金式甲冑）とは構造・形態面で全く一致せず、系統的な連続性も無いことが確実視されている。なお「挂甲」が裲襠式の小札甲のみを表す言葉であるならば、「短甲」にあたる胴丸式の小札甲を「胴丸式挂甲」と表記することも用語として不適切となる。このように、古代甲冑の名称については、史料の示す本来の意味と、学術用語の示す意味との間に齟齬が生じた状態となっている。
考古学者の橋本達也（鹿児島大学総合研究博物館）は、東アジア的視点での古墳時代～古代甲冑の研究が志向されている現代において、古墳時代の甲冑に対して、文献からの明らかな誤用が指摘される「短甲」「挂甲」の語を使用し続けるのは不適切であるとし、美術史界の甲冑研究者である山上八郎や山岸素夫らの呼称法（板物甲、小札甲）や、日本の帯金式甲冑と技術的に共鳴関係にある韓国南部の同形態の甲が「板甲」と呼ばれていることを参考として、短甲を「板甲」、挂甲を「札甲（または小札甲）」とするべきではないかと提言している。
津野仁や内山敏行など、古墳時代～古代の甲冑に対して「小札甲（札甲）」や「板甲」を使用する研究者は増加しつつある。

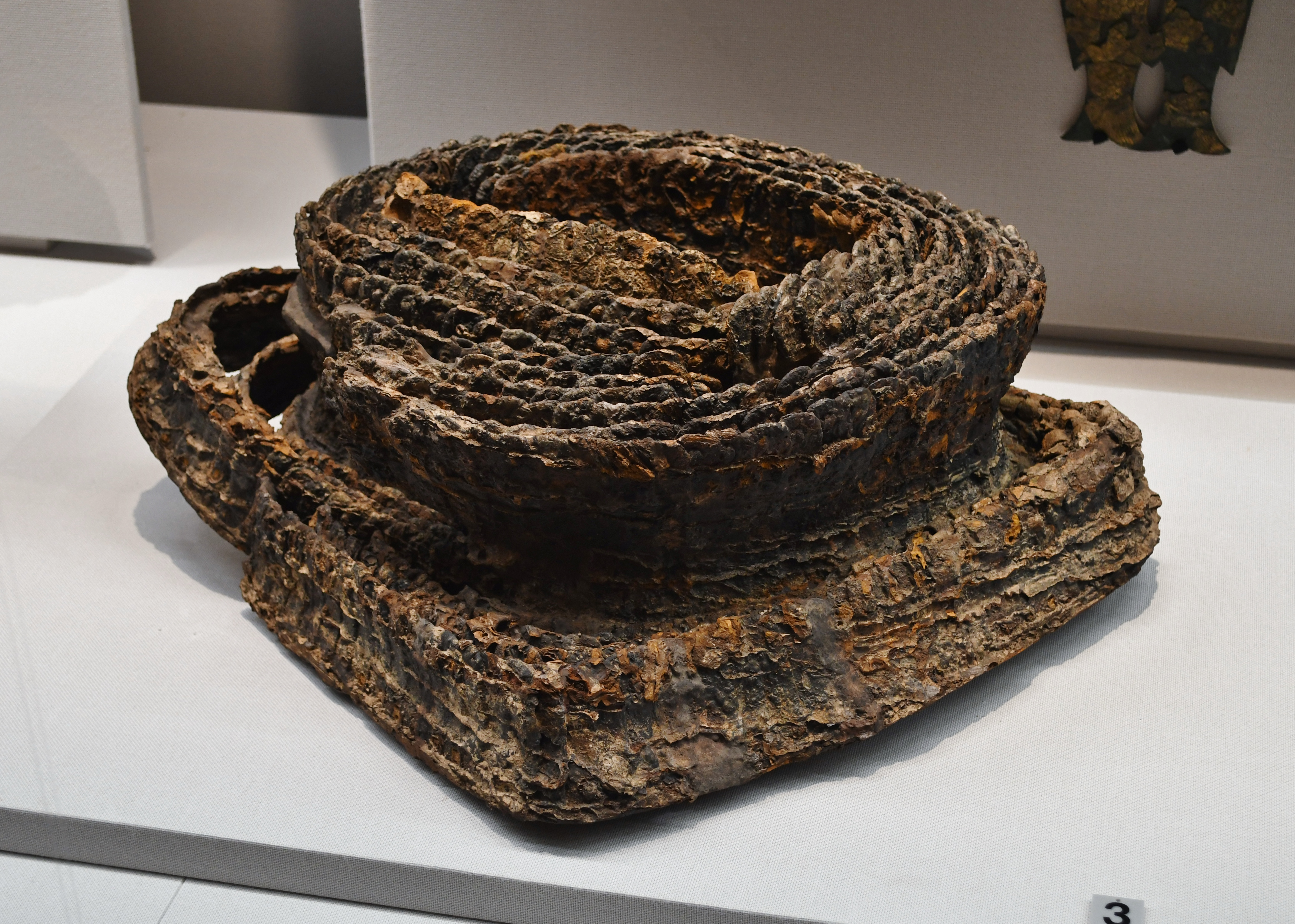
天狗山古墳 小札甲 岡山県倉敷市。東京国立博物館展示。

## 奈良時代の挂甲（裲襠式小札甲）
奈良時代（および次の平安時代）が本来の「挂甲」が存在した時代である。当代において挂甲の訓読みは、「うちかけのよろい」また「かけよろい」という。
古墳時代の小札甲と同じく鉄・革製の小札を縅して連接した製造法である点は共通するが、製造や補修記録から推定して冑や肩甲・膝甲などの付属品は具備していない可能性が高い。宮崎隆旨らの文献検討により「裲襠式」の形態であろうとされている。また、8世紀代の小札は、古墳時代やより後世の小札に比べて細長くなることがわかっている。ただし、奈良時代の甲は小札の一部残欠しか伝存しないため、それが「挂甲」（裲襠式）のものか、「短甲」（胴丸式）のものか判断が困難とされる。

## 平安時代の挂甲（裲襠式小札甲）
秋田市教育委員会による1999年（平成10年）度の秋田城跡第72次調査では、小札甲の部品である漆塗りの小札（こざね）が大量に発見された。小札は9世紀前半のもので、革製だと考えられている。
同時代の史料上では、927年（延長5年）に成立した『延喜式』などにおいて「短甲」と「挂甲」の記述が見られる。同時代の後半代には、挂甲・短甲と同じ小札甲である「大鎧」と「胴丸（正確には腹巻）」が出現するが、「短甲」「挂甲」と「大鎧」「胴丸（腹巻）」の区別について、宮崎隆旨は、「短甲」「挂甲」が古代律令体制以降の朝廷が作製する「官制」の甲冑であるのに対して、古代末から中世に始まる大鎧と胴丸は、地域の有力者達が個人的な戦闘用防具として発注・所有した「私」的な甲冑として区別できるとしている。また、大鎧は脇楯（わいだて）をもつことから、挂甲の系譜から生じ、胴丸（腹巻）は札板を一ヶ所で引き合わせることから短甲から生じたとの説を示している。

## 備考
『日本書紀』の記述として、飛鳥時代、壬申の乱（7世紀末）時、「大分君稚臣（おおきだのきみ わかみ）が、矛を捨て、鎧を重ね着して、刀を抜いて（以下略）、射られながらも敵陣に突入した」といった記述があり、札甲によって甲の重ね着が可能となった事が分かる最初の記事である（重ね着をする事によって、余計なものを持たずに突入する戦法の先例でもある）。
『延喜式』の記述からも、律令期における挂甲の小札の枚数は大鎧の半分以下であり、造る時間および重量も少なかった。したがって、前述の『日本書紀』の記述にあるように、重ね着をしても歩戦は容易であったと考えられる。馬上鎧である大鎧においても、その弦走の下に腹当といった軽装甲を着用する事例はあるが、この場合、種類が異なる甲での重ね着である。
樺太アイヌは挂甲に類似したもの（アイヌ鎧）を使っていたが、これは東北アジアの諸民族が使う前合わせ式の鎧に、日本の挂甲の製法を取り入れた物と推察されている。